# Большое Кикерино
Большо́е Кике́рино (фин. Suuri-Kikkeri) — деревня в Калитинском сельском поселении Волосовского района Ленинградской области.

## История
Впервые упоминается в Писцовой книге Водской пятины 1500 года как сельцо Кикерино в Спасском Зарецком погосте.
Затем как деревня Kikirina by в Зарецком погосте в шведских «Писцовых книгах Ижорской земли» 1618—1623 годов.
На карте Ингерманландии А. И. Бергенгейма, составленной по материалам 1676 года, обозначена деревня Kikerina.
Kikerina упоминается и на шведской «Генеральной карте провинции Ингерманландии» 1704 года.
Деревня Большая Кикерина из 23 дворов упоминается на «Топографической карте окрестностей Санкт-Петербурга» Ф. Ф. Шуберта 1831 года.

КИКЕРИНО БОЛЬШОЕ И МАЛОЕ — деревня принадлежит жене генерала от инфантерии Довре, число жителей по ревизии: 115 м. п., 118 ж. п. (1838 год)

В 1844 году деревня Большая Кикерина насчитывала 23 двора.
На этнографической карте Санкт-Петербургской губернии П. И. Кёппена 1849 года она обозначена как деревня «Gr. Kikkeri», расположенная в ареале расселения савакотов. В пояснительном тексте к этнографической карте она записана как деревня Gross Kikkeri (Большое Кикерино) и указано количество её жителей на 1848 год: савакотов — 71 м. п., 72 ж. п., всего 133 человека.

КИКЕРИНО БОЛЬШОЕ — деревня наследников Генерала Довре, по просёлочной дороге, число дворов — 20, число душ — 52 м. п. (1856 год)

Согласно «Топографической карте частей Санкт-Петербургской и Выборгской губерний» в 1860 году деревня Большая Кикерина состояла из 22 крестьянских дворов.

БОЛЬШОЕ КИКЕРИНО — деревня владельческая при колодцах и ключах, по Самрянской дороге по левую сторону, в 51 версте от Петергофа, число дворов — 21, число жителей: 52 м. п., 52 ж. п. (1862 год)

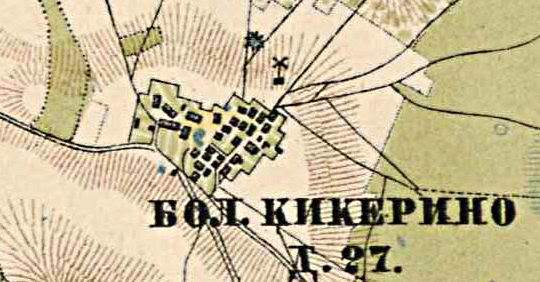
План деревни Большое Кикерино. 1885 год

В 1885 году деревня насчитывала 27 дворов, к северу от деревни находилась ветряная мельница.
В 1903 году в деревне открылась первая школа. Учителем в ней работал М. Тойвоккайнен.
В конце XIX века Большое Кикерино административно относилось к Губаницкой волости 1-го стана Петергофского уезда Санкт-Петербургской губернии, в начале XX века — 2-го стана. Население деревни было однородным — финским.
К 1913 году количество дворов не изменилось.
В 1918 году был основан совхоз «Кикерино».
С 1917 по 1923 год деревня Большое Кикерино входила в состав Кикеринского сельсовета Губаницкой волости Петергофского уезда.
С 1923 года в составе Троцкого уезда.
Согласно данным переписи населения СССР 1926 года в деревне Большое Кикерино проживали 275 человек, большинство финны, а также русские и эстонцы.
С февраля 1927 года в составе Венгиссаровской волости. С августа 1927 года в составе Волосовского района.
По административным данным 1933 года деревня Большое Кикерино входила в состав Кикеринского сельсовета Волосовского района с центром в рабочем посёлке Кикерино.

План деревни Большое Кикерино. 1934 год

Согласно топографической карте 1934 года деревня насчитывала 27 дворов, к северу от деревни находилась ветряная мельница.
Деревня была освобождена от немецко-фашистских оккупантов 27 января 1944 года.
С 1963 года в составе Кингисеппского района.
С 1965 года вновь в составе Волосовского района. В 1965 году население деревни Большое Кикерино составляло 271 человек.
По данным 1966 года деревня Большое Кикерино также находилась в составе Кикеринского сельсовета.
По данным 1973 и 1990 годов деревня Большое Кикерино входила в состав Калитинского сельсовета.
В 1997 году в деревне проживали 30 человек, в 2002 году — 23 человека (русские — 61 %), в 2007 году — 28, в 2010 году — 56 человек.

## География
Деревня расположена в восточной части района на автодороге 41А-003 (Кемполово — Выра — Шапки).
Расстояние до административного центра поселения — 2,2 км.
Расстояние до ближайшей железнодорожной станции Кикерино — 1 км.

## Демография
| 1848 | 1862 | 1997 | 2002 | 2007 | 2010 | 2013 |
| ---- | ---- | ---- | ---- | ---- | ---- | ---- |
| 133  | ↘104 | ↘30  | ↘23  | ↗28  | ↗56  | ↘33  |
| 2017 |      |      |      |      |      |      |
| ↗69  |      |      |      |      |      |      |

### Национальный состав
Согласно данным Всероссийской переписи населения 2021 года в деревне проживали 67 человек, из них:
 русские — 51, азербайджанцы — 3, татары — 1, другие национальности — 2 человека, остальные национальность не указали.

## Инфраструктура
На 1 января 2013 года в деревне было зарегистрировано: домов — 88, хозяйств — 18, дачных хозяйств — 101, дачников — 56.

## Известные уроженцы
- Мутанен, Пётр (Пекка) Абрамович  (21.06.1935) — писатель, автор документальной повести о Герое Советского Союза Петре Тикиляйнене «Бой у Ристисалми», Заслуженный работник культуры республики Карелия[38][39].

## Улицы
Губаницкий переулок, Губаницкое шоссе, Зелёная, Кленовая, Мирная, Мирный переулок, Полевая, Северная, Солнечная, Тихая.